# Senopterina flexivitta
Senopterina flexivitta är en tvåvingeart som först beskrevs av Walker 1861.  Senopterina flexivitta ingår i släktet Senopterina och familjen bredmunsflugor. Inga underarter finns listade i Catalogue of Life.